# Six Feet Under (groupe)
Pour les articles homonymes, voir Six Feet Under.
Six Feet Under est un groupe de death metal américain, originaire de Tampa, en Floride, formé en 1993. Le groupe est à la base un projet parallèle du chanteur de Cannibal Corpse, Chris Barnes et du guitariste Allen West d'Obituary. Plus tard, le bassiste Terry Butler (ex-membre de Massacre, et Death) et le batteur Greg Gall (beau-frère de Butler), les rejoignent.
Six Feet Under a, depuis sa création, fait paraître un total de dix albums. Le groupe est listé par Nielsen Soundscan comme le quatrième groupe de death metal le plus rentable aux États-Unis avec 370 000 d'exemplaires vendus en 2003.

## Biographie

### Débuts,Haunted, etWarpath(1993–1997)
Après la création du projet par Barnes et West, ces derniers recrutent Terry Butler et Greg Gall, le beau-frère de celui-ci. Six Feet Under joue pour la première fois en 1993 dans des clubs, principalement des reprises musicales. Le groupe commence l'écriture de ses propres chansons en 1994. Du fait que Barnes soit déjà signé au label Metal Blade Records avec son groupe Cannibal Corpse, Six Feet Under signe également à ce label.
Leur premier album, Haunted, est commercialisé le 1er septembre 1995. Haunted est produit par Brian Slagel (qui avait découvert Slayer à cette même période) et Scott Burns (le producteur, qui avait découvert Sepultura et travaillé avec Napalm Death, et Deicide, notamment). Contrairement aux autres groupes, Six Feet Under ne présente aucun morceau de guitare solo sur l'album, et l'écriture des chansons était bâclée. Cependant, le rythme et le chant ont été particulièrement félicités. De ce fait, Chris Barnes fait de Six Feet Under sa principale priorité. En 1996, lors de la session d'enregistrement pour l'album Vile, il se sépare de Cannibal Corpse. Six Feet Under fait ensuite paraître l'EP Alive and Dead le 9 octobre 1996. Le groupe fait paraître son second album studio, Warpath le 9 septembre 1997.

### Maximum ViolenceàBringer of Blood(1998–2003)
En 1998, Allen West se sépare du groupe pour retourner dans Obituary et est remplacé par Steve Swanson, ancien membre du groupe Massacre. Il s'agit du premier changement dans le line-up qui durera jusqu'en janvier 2011. À la suite du départ de Barnes de Cannibal Corpse, Swanson aide Six Feet Under. Le 13 juillet 1999, Six Feet Under fait paraître son troisième album studio, Maximum Violence. Comme le titre de l'album le démontre, les paroles sont plus violentes que celles des précédents albums. Le groupe enregistre également sa version de la musique War Machine de Kiss. Maximum Violence s'est vendu à plus de 100 000 exemplaires dans le monde, un chiffre qui n'a jamais été atteint dans les années 1990 par un groupe de death metal. En été 2000, Six Feet Under participe au Vans Warped Tour, un festival qui, en ce temps, ne présentait que des groupes de punk rock.
Le cinquième album studio du groupe, True Carnage (7 août 2001), est le premier à présenter Ice-T. l'album atteint la 18e place du Billboard Heatseeker. Six Feet Under entame une tournée américaine en 2002, avec comme soutien des groupes comme Skinless et Sworn Enemy. Leur performance du 14 juin a été filmée puis a paru sous formats DVD et album live, intitulé Double Dead Redux. En septembre 2002, le groupe part en tournée avec Hatebreed. Aux alentours de Noël 2002, ils participent à quelques festivals européens avec des groupes comme Kataklysm et Dying Fetus. Par la suite, ils font paraître Bringer of Blood, le 23 septembre 2003.

### DesGraveyard Classics IIauxIII(2004–2010)
Graveyard Classics II est commercialisé le 19 octobre 2004. Cet album reprend intégralement le disque Back in Black d'AC/DC. Six Feet Under fait ensuite paraître son sixième album studio le 21 mars 2005, simplement intitulé 13. Pendant l'écriture, Barnes rapporte avoir eu « une vision » alors qu'il fumait une grande quantité de marijuana et autres herbes. Metal Blade Records fait paraître A Decade in the Grave le 28 octobre 2005, un coffret CD composé de cinq disques : les deux premiers CD sont un 'best-of', le troisième une collection de musiques rares, notamment. En novembre 2005, Chris Barnes se joint un projet parallèle du groupe de death metal finlandais Torture Killer en tant que chanteur.
Six Feet Under participe majoritairement aux tournées en 2006 avant de retourner aux studios pour enregistrer leur album à venir Commandment, qui paraît le 17 avril 2007. Selon AllMusic, l'album se compose de « musiques death metal entraînantes. » Six Feet Under participe à la tournée Metalfest 2007 aux côtés de Finntroll, Belphegor, et Nile. Le 24 décembre 2007, Six Feet Under annonce leur retour au studio fin 2008 pour un nouvel album. L'album, intitulé Death Rituals, est distribué par Metal Blade Records, le 11 novembre 2008, aux États-Unis et le 17 novembre 2008 au Royaume-Uni.
Comme annoncé le 31 janvier 2008, Chris Barnes quitte officiellement Torture Killer, pour être remplacé par Juri Sallinen. Le batteur Greg Gall écrit et enregistre dans un nouveau groupe appelé Exitsect, en compagnie du guitariste Sam Williams (Denial Fiend, Down by Law[incompréhensible]), du bassiste Frank Watkins (Obituary, Gorgoroth), du guitariste Joe Kiser (Murder-Suicide Pact, Slap of Reality) et du chanteur Paul Pavlovich (Assück). Graveyard Classics III est publié le 19 janvier 2010.

### Undead, etUnborn(2011–2014)
Terry Butler quitte le groupe pour rejoindre le groupe de death metal Obituary au début de 2011 ; le batteur Greg Gall part également. En novembre 2011, Rob Arnold et Matt Devries quittent le groupe Chimaira pour jouer avec Six Feet Under à plein temps. Cependant, en 2012, Matt Devries quitte le groupe pour rejoindre Fear Factory, en remplaçant le bassiste Byron Stroud. La place vacante est alors occupée par le bassiste de Brain Drill, Jeff Hughell.
Le douzième album du groupe, Undead est commercialisé le 22 mai 2012. Leur treizième, Unborn, est commercialisé le 19 mars 2013. Le 21 mars 2013, Barnes commence l'enregistrement de leur album à venir.

### Crypt of the Devil(depuis 2015)

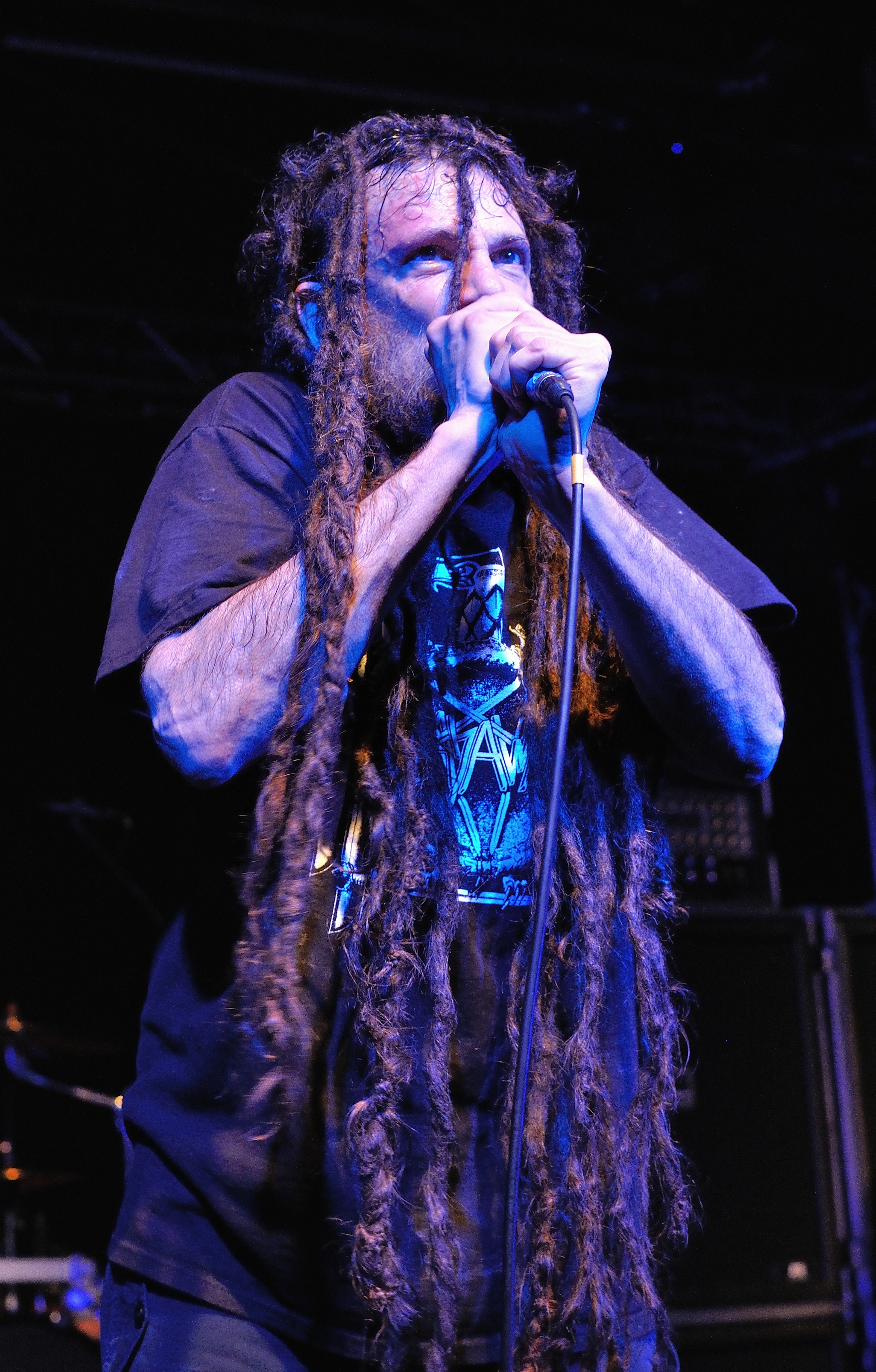
Chris Barnes, en 2015.

Le 5 mai 2015, Six Feet Under publie son quatorzième album, Crypt of the Devil. Chris Barnes recrute Phil Hall, Josh Hall et Brandon Ellis de Cannabis Corpse pour les enregistrements. En avril 2015, Jeff Hughell quitte le groupe pour le Hatefest en Europe, et est temporairement remplacé par Victor Brandt d'Entombed. Le groupe publie ensuite l'album Graveyard Classics IV: The Number of the Priest le 27 mai 2016 avec Ray Suhy à la guitare et à la basse, et Josh Hall à la batterie. En 2016, le guitariste Steve Swanson quitte le groupe et est remplacé par Ray Suhy. Le groupe annonce un nouvel album studio pour 2017.

## Membres

### Membres actuels
- Chris Barnes − chant (depuis 1993)
- Jeff Hughell − basse (depuis 2012)
- Marco Pitruzzella − batterie (depuis 2013)
- Ray Suhy − guitare, basse (depuis 2015)

### Anciens membres
- Allen West − guitare (1993–1998)
- Terry Butler − guitare basse (1993−2011)
- Greg Gall − batterie (1993−2011)
- Matt DeVries − guitare basse (2011–2012)
- Rob Arnold − guitare, guitare basse (2011–2012)
- Kevin Talley − batterie (2011–2013)
- Ola Englund − guitare (2012−2013)
- Steve Swanson − guitare (1998–2016)

## Discographie
- 1995 : Haunted
- 1996 : Alive and Dead
- 1997 : Warpath
- 1999 : Maximum Violence
- 2000 : Graveyard Classics
- 2001 : True Carnage
- 2003 : Bringer Of Blood
- 2004 : Graveyard Classics II
- 2005 : 13
- 2007 : Commandment
- 2008 : Death Rituals
- 2010 : Graveyard Classics III
- 2012 : Undead
- 2013 : Unborn
- 2015 : Crypt of the Devil
- 2016 : Graveyard Classics IV: The Number of the Priest
- 2017 : Torment
- 2020 : Nightmares of the Decomposed
- 2024 : Killing for Revenge

## Vidéographie
| Date | Titre                                      | Réalisateur         |
| ---- | ------------------------------------------ | ------------------- |
| 1996 | Lycanthropy                                |                     |
| 1997 | Manipulation                               | David Roth          |
| 1999 | Victim of the Paranoid                     | David Roth          |
| 2002 | The Day the Dead Walked                    | David Roth          |
| 2003 | Amerika the Brutal                         | David Aronson       |
| 2004 | Bringer of Blood                           | Ronald Matthes      |
| 2004 | Dead and Buried (Living Life in the Grave) | Jerry Clubb         |
| 2005 | Shadow of the Reaper                       | Gary Smithson       |
| 2005 | Deathklaat                                 | Ronald Matthes      |
| 2007 | Ghosts of the Undead                       | Mario Framingheddu, |
| 2007 | Doomsday                                   | Mario Framingheddu, |
| 2008 | Seed of Filth                              | Mario Framingheddu, |
| 2012 | 18 Days                                    |                     |